# ستون گوشته‌ای

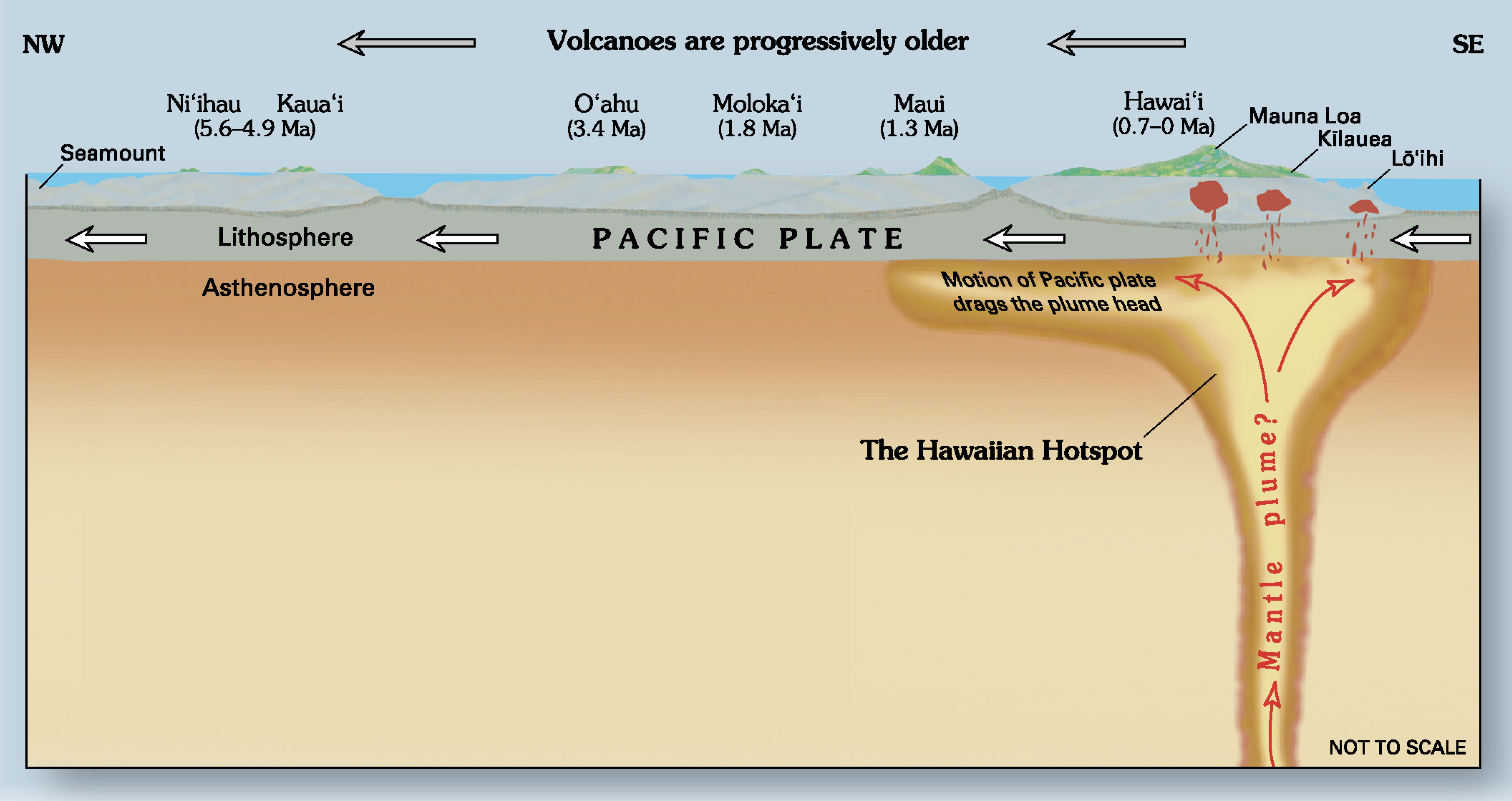
نمودار ستون گوشته‌ای هاوایی.

ستون گوشته‌ای یا ستون جُبه‌ای (انگلیسی: Mantle plume) ستون یا توده‌ای فرضی از سنگ‌های بسیار داغ موجود در گوشته (جبه) زمین است که تا سطح زمین بالا آمده باشد. ستون‌های گوشته‌ای عامل ثانویه اتلاف حرارت از زمین به‌شمار می‌آیند.
جریان همرفتی باعث بالا آمدن ستون‌های تنه‌مانندی از سنگ‌های گرم گوشته در بعضی نقاط می‌شود که تحت عنوان ستون گوشته‌ای معروف شده‌اند. مفهوم ستون گوشته‌ای بیشتر جنبهٔ فرضیه‌ای دارد زیرا هیچگونه امکان برداشت و مشاهده مستقیم در این رابطه وجود ندارد. در همین رابطه تصور بر این است که ستون‌ها از بخش‌های قاعده گوشته بالا آمده و پس از آنکه بصورت ستون‌های باریک از تمامی گوشته عبور می‌کنند به قاعده سنگ‌کره دست می‌یابند.
در سست‌کره، سنگ‌های گوشته به صورت شعاعی پخش شده و در جهت‌های مختلف بصورت افقی حرکت می‌کنند. در عین حال یک حرکت خیلی آرام پایین‌رونده که در محل گوشته پخش است موادی را که توسط ستون‌ها بالا رفته‌اند جایگزین می‌نماید. هیچ مشاهده مستقیمی دال بر موجودیت ستون‌های گوشته‌ای وجود ندارد اما نقاط خاصی در لیتوسفر وجود دارند که می‌توان آن‌ها را به‌وجود ستون گوشته‌ای نسبت داد.